# Giovanni Battista Barni
Giovanni Battista Barni (Lodi, 28 ottobre 1676 – Ferrara, 24 gennaio 1754) è stato un cardinale e arcivescovo cattolico italiano.

## Biografia
Nato a Lodi il 28 ottobre 1676, Giovanni Battista nacque in seno alla nobile famiglia dei conti di Roncadello, figlio di Antonio e di sua moglie Giolanda (o Iolanda).
Ancora molto giovane, venne inviato a Piacenza sotto la cura di suo zio paterno, Giorgio Barni, che era vescovo presso quella sede, il quale gli assegnò l'allora frate Giulio Alberoni, futuro cardinale e primo ministro spagnolo, quale insegnante. Studiò quindi presso l'Università degli Studi di Pavia ove il 4 settembre 1700 ottenne il dottorato in utroque iure (ossia in diritto civile e canonico).
Successivamente si recò a Roma ed entrò nella prelatura pontificia dal 7 luglio 1707, venendo nominato referendario del tribunale della Segnatura Apostolica. Nominato governatore della città di Narni il 30 aprile 1708, passò al governatorato di Jesi dal 1712 e poi a Perugia nel 1721, giungendo infine a Macerata ove si distinse come governatore provinciale della Marca Anconitana dal 27 gennaio 1725. Divenuto relatore della Congregazione della Sacra Consulta. Dal 1713 al 1717 fu abate commendatario dell'Abbazia di Sant'Albino in Mortara.
Ordinato sacerdote il 14 gennaio 1731 nella cattedrale di Lodi, il 22 gennaio di quello stesso anno ottenne il titolo di arcivescovo titolare di Edessa di Osroene, venendo consacrato poco dopo nella basilica di Loreto. Divenuto nunzio apostolico in Svizzera il 22 febbraio 1731, venne nominato al trono pontificio dal 1º aprile di quello stesso anno. Divenne nunzio apostolico in Spagna dal 1º aprile 1739.
Creato cardinale presbitero nel concistoro del 9 settembre 1743, il 19 dicembre 1746 ottenne la porpora ed il titolo cardinalizio di San Tommaso in Parione. Legato a Ferrara dal 22 luglio 1750, la sua legazione venne estesa per un altro triennio dal 14 gennaio 1754, ma morì poco dopo, il 24 gennaio di quello stesso anno a Ferrara. La sua salma venne esposta e sepolta nella cattedrale di Ferrara, inizialmente presso la cappella di San Giorgio, poi il 12 settembre di quello stesso anno le sue spoglie vennero trasferite alla cappella della Vergine Maria nella medesima cattedrale.

## Successione apostolica
La successione apostolica è:
- Vescovo Jakob Sigismund von Reinach-Steinbrunn (1738)
- Vescovo Ignazio Maria Fraganeschi (1749)